# 왕

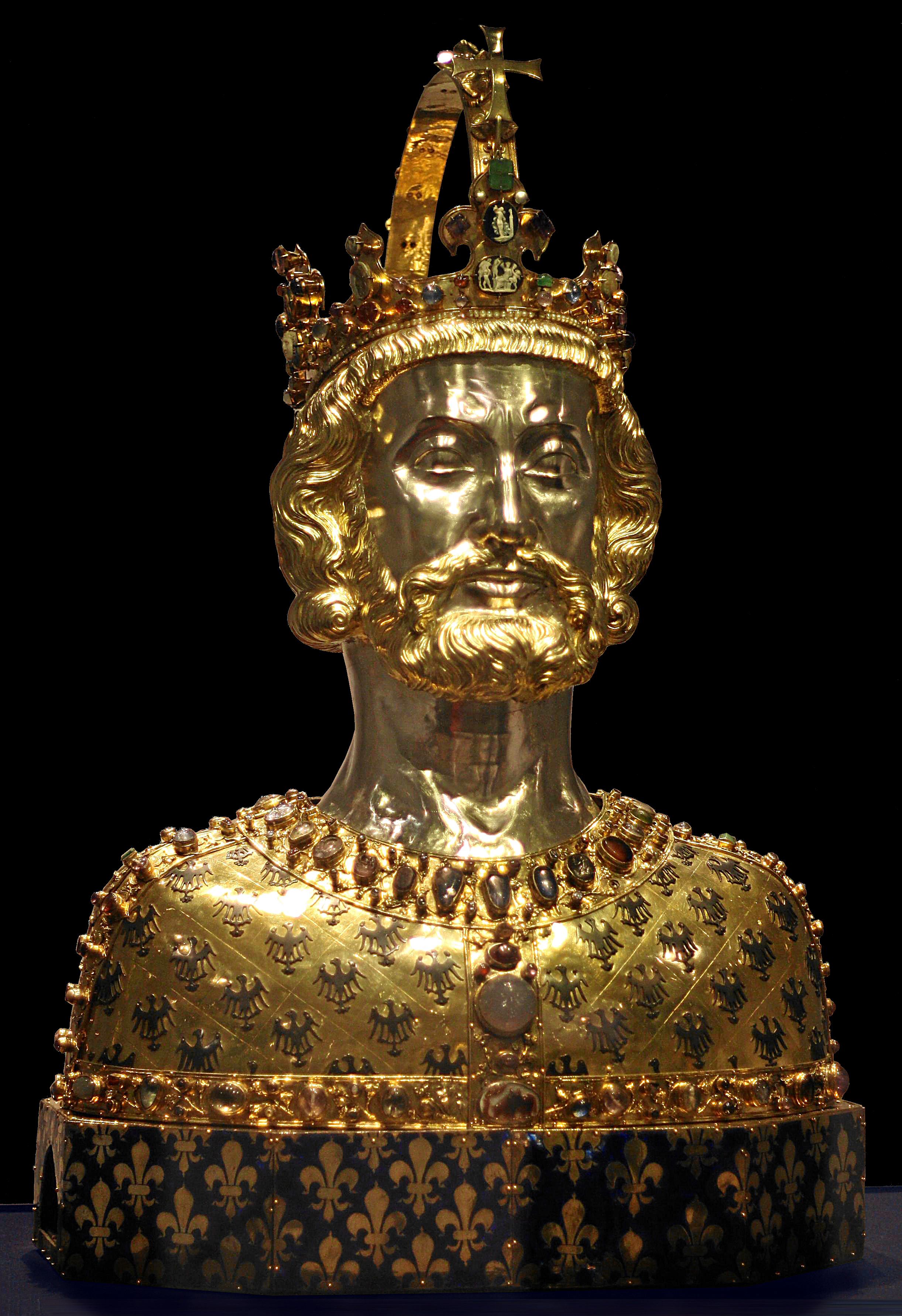
카롤루스 대제(748–814)는 프랑크 왕국의 왕, 롬바르드 왕국의 왕, 그리고 첫 신성 로마 황제였다. 그의 군사적인 업적들과 정복들 때문에, 그는 "유럽의 아버지"라고 불린다.

왕(王, 영어: King) 또는 국왕(國王)은 군주 칭호의 일종이다. 군왕(君王)이라고 부르기도 한다. 군주의 신상에 대한 호칭 중에서도 대표적이며 제일 많이 쓰이던 호칭이기 때문에 종종 군주 자체와 동의어로 쓰이고 있다.

## 아시아

### 동아시아

#### 중국
「왕(王)」이라는 말은 중국에서 만들어졌다. 상나라(商)와 주나라(周)의 군주는 왕을 칭하고 있었다. 당시 왕은 천자의 칭호였으며, 춘추시대(春秋時代)에 주나라의 통치 능력이 쇠약해져 군웅할거의 시대가 되어도 봉건제 아래, 각 군주는 주왕(周王)을 존중하고 왕을 자칭하는 일이 없었다. 초나라(楚), 오나라(吳), 월나라(越)가 왕을 자칭하는 것은 주나라를 무시하는 것으로 보았다. 그러나 전국시대(戰國時代)에 들어서는 봉건제가 붕괴하기 시작하여, 각국의 제후가 왕을 자칭하여 왕의 가치가 폭락했다. 그 때문에 전국시대를 통일한 진왕 영정(秦王 嬴政)은 스스로를 황제(皇帝)라고 칭하게 되었다. 그 뒤에 일어난 한나라도 황제를 군주 명칭으로 사용하고, 삼국시대나 동진(東晉) 16국 시대, 5대 10국 시대 등 황제가 난립하는 시대는 있었지만, 마지막 왕조인 청나라까지 황제는 중국 군주의 명칭으로 계속 쓰여졌다.
한(漢)나라와 삼국시대의 경우 왕은 태수급 지방관으로 황제와 황태자(皇太子) 이외의 황족들을 태수급 지방관으로 삼았는데 일반 사족(士族)들이 지방관을 담당하는 지역은 군(郡)이라 하며 그 수장을 태수(太守)라 하지만 황족이 지방관을 담당하는 지역을 국(國)이라 하며 그 수장을 왕(王)이라 했다. 다만 국의 왕은 태수와는 달리 단지 얼굴마담일 뿐이였고 태수가 직접 다스리는 군과는 달리 국은 왕이 아닌 국상(國相)이 실질적으로 다스리는 입헌군주제 지방이었다. 결과적으로 왕은 황실 종친으로 태어난 것 하나만으로 얻어지는 직책이며 군이나 국이 주(州)의 예하에 놓이기 때문에 행정분류상 주의 수장인 자사(刺史)의 휘하에 놓이게 된다.
한편 왕은 황제에 뒤잇는 지위로 여겨져, 황제의 일족이나 공신에게 봉해 줄 수 있는 칭호가 되었다. 또, 황제의 지배가 미치지 않는 외국의 군주를 왕으로 "책봉"하여, '세계를 지배하고 있다고 하는 관념'을 만들려고 한 것이 바로 책봉 체제이다. 그 때문에, 중화 문화권에서는 "왕"은 중국 황제로부터 받는 칭호이며, 중국 황제에 복종한다는 증명이 되었다. 또한 외국의 군주의 경우는 국왕(國王), 국내 황족의 경우는 친왕(親王) 또는 군왕(郡王) 등에 봉하였으며, 국왕은 군왕 등 보다 지위가 높았다. 그 때문에 외국의 왕이라 해도 별로 중요시하지 않는 나라의 경우에는 군왕 등으로 격하의 칭호를 주는 경우도 있었다.

#### 일본
일본에서는 초기에는 그 임금을 왕(大君, 오키미)으로 불렸다가 그 후에는 중국의 책봉 체제를 무시하고, 군주에게는 황제의 칭호인 천황(天皇)이라는 칭호를 사용해 왔다. 한편, 일본의 실질적인 지배자였던 정이대장군(征夷大将軍)은 중국이나 조선과의 외교에서 일본국 대군(日本國大君)의 칭호를 이용했다. 그리고 현행 황실전범에 따르면 일본의 왕은 천황의 직계로서 3촌 이상 떨어진 먼 친척에게 주어진다.

#### 한국
한국에서는 고조선이 이웃 연나라의 역왕(燕 易王)이 자신을 왕으로 칭하자, 그에 대응해 군주의 칭호를 후(侯)에서 왕으로 칭하였다. 그후, 조선시대까지 왕이라는 호칭을 사용하다가 1897년(광무 1) 고종이 대한제국 황제를 칭하였고, 이에 따라 대한제국이 멸망할 때까지 왕의 지위는 황족들이 사용하였다.

### 남아시아
남아시아에서는 라자와 라자의 상급왕에 해당하는 마하라자가 왕의 칭호로 사용되었다.

### 동남아시아
캄보디아에서는 데바라자라는 단어를 왕의 칭호로 사용하였으며, 태국에서는 마하라자의 태국식 표현인 마하랏이라는 칭호를 사용하고 있다.

## 유럽

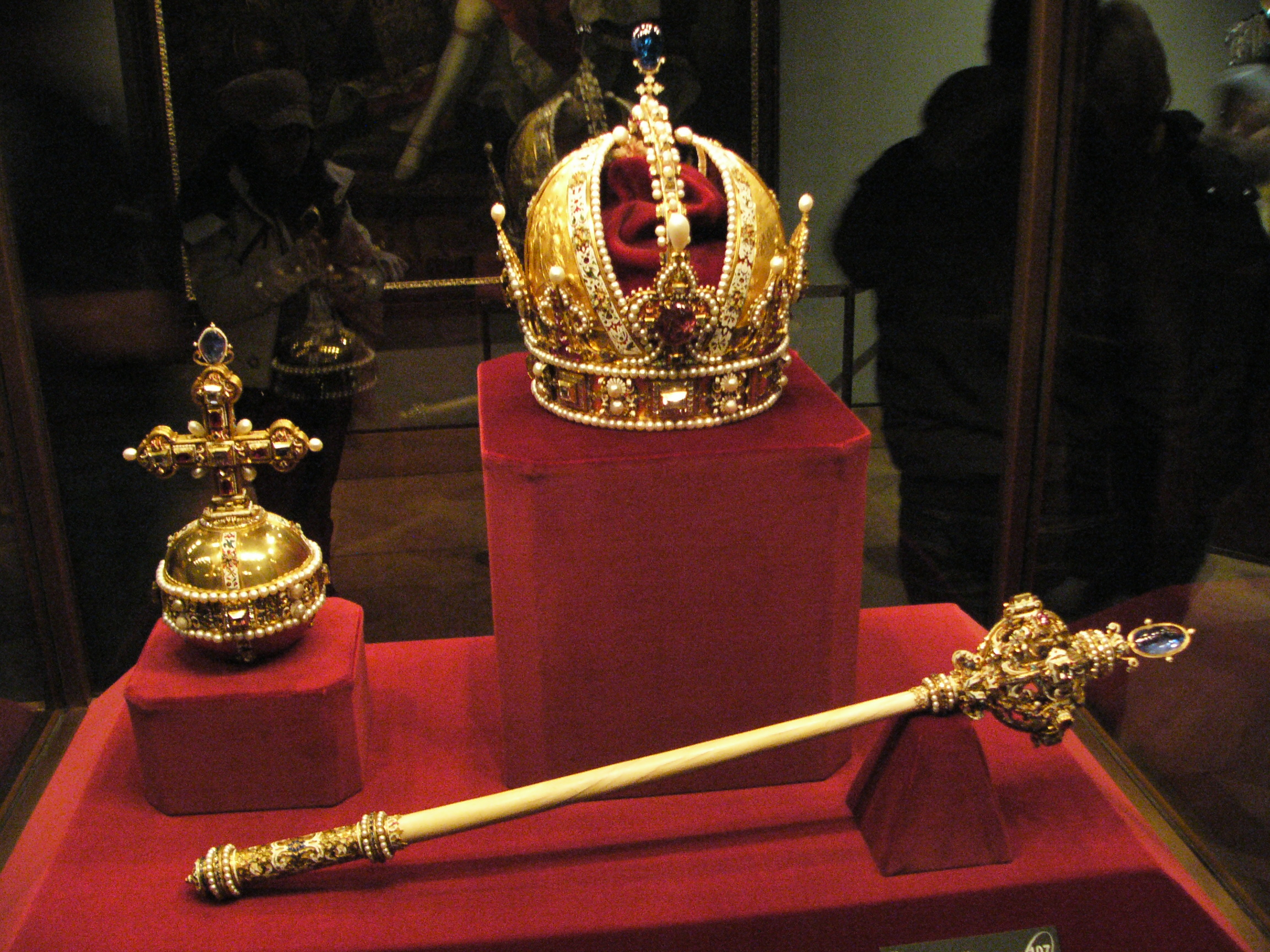
왕권의 상징, 왕관과 홀

유럽의 군주에는 황제(Emperor), 국왕(King), 공(duke)이라는 3개의 개념이 있다. 원래는 각 지역마다 독자적인 군주의 명칭이 있지만, 로마 제국 이후의 유럽의 질서에서는 황제나 교황(Pope)으로부터 왕으로서 승인을 받은 존재만이 왕이며, 그러한 승인을 받지 않는 소군주는 총칭적으로 프린스로 불렸다.
황제가 공화제 로마의 직명을 기원으로 하고 있는 데 대해, 영어의 king과 같은 게르만계의 왕의 명칭은 혈통을 의미하는 kin로부터 파생하고 있기 때문에, 보다 혈통이 중시되었다. 황제는 실력이 있는 사람이 추대되는 것이 기본이며, 이 때문에 로마 제국, 동로마 제국에서는 자주 실력자가 무력 투쟁이나 쿠데타에 의해서 황제가 되었고, 신성 로마 제국에서는 선거 제도를 통해서 황제가 뽑혔다. 코르시카 섬 출신 군인에 지나지 않던 나폴레옹 보나파르트는 이 점 때문에 황제가 되었다.
게르만계의 왕은 원래는 전쟁시에 임시로 선택되는 것으로, 이것이 게르만·슬라브계의 선거왕제로 연결되어 있지만, 이 경우에서도 왕의 혈통을 중요시하는 것이 선출의 조건이 되었다. 또 켈트족계의 타니스트리제(制)에서도 왕의 혈통을 가지는 사람이 선택된다. 19세기 중반 이후 새롭게 독립한 나라들이 군주제를 채용한 경우, 많은 나라에서는 본래 왕이 존재하지 않거나 이미 왕가의 후손이 없어진 경우가 많았지만, 그 경우에도 자국의 귀족으로부터 군주를 선택하지 않고 외국 군주의 일족을 왕으로 추대한 일이 자주 있었다(루마니아, 그리스, 불가리아, 노르웨이 등). 그것은 왕이란 왕의 혈통을 가진 사람이 되는 것이라고 하는 개념이 있었기 때문이다. 또한 유럽에서는 거의 대부분의 경우, 왕조 교체가 있어도 방계나 모계의 혈통을 가진 자에 의해 이루어졌다.
왕위 계승법에 의해 여성의 왕위 계승을 인정하는 경우와 그렇지 않은 경우가 있다. 프랑스나 독일, 이탈리아 등 살리카법 지역에서는 여성의 왕위 계승을 인정하지 않는 예가 많다. 근대에는 여성의 왕위 계승을 인정하는 나라가 증가하고 있다. 여성 군주를 여왕(女王)이라고 한다.

## 같이 보기
- 왕 (일본 황실)
- 여왕
- 왕비
- 왕자
- 공주
- 대왕
- 황제
- 국가주석
- 이슈왕